# Juan Luis Panero
Juan Luis Panero (Madrid, Espanya, 9 de setembre de 1942 - Torroella de Montgrí, Catalunya, 16 de setembre de 2013) fou un poeta espanyol. Fou el major dels tres fills del poeta Leopoldo Panero i de Felicidad Blanc. Morí el 16 de setembre de 2013 a causa d'un càncer.

## Obra
- A través del tiempo (1968)
- Los trucos de la muerte (1975)
- Desapariciones y fracasos (1978)
- Juegos para aplazar la muerte (Poesía 1966-1983) (1984)
- Antes que llegue la noche (1985)
- Galería de fantasmas (1988)
- Los viajes sin fin (1993)
- La memoria y la piedra. Antología (1996)
- Poesía Completa (1968-1996) (1997)
- Enigmas y despedidas (1999)
- Antología (1968-2003) (2003)

### Premis i reconeixements
El 1999 obtingué el 12è Premio Comillas de biografia, autobiografia i memòries amb la seva obra Sin rumbo cierto.